# Francisco Beltrão
Francisco Beltrão é um município brasileiro localizado no sudoeste do estado do Paraná. Sua população, conforme estimativa do IBGE de 2024, era de 101.302 habitantes, sendo a mais populosa do sudoeste paranaense. Possui campus da UNIOESTE e da UTFPR, além das particulares, o que a transforma num importante centro regional de para o ensino superior. Por conta de sua localização geográfica, já foi referida como o "coração do Sudoeste do Paraná".

## Etimologia
O atual núcleo urbano de Francisco Beltrão era conhecido nos anos 1940 como Vila Marrecas, em decorrência de estar situada as margens do rio de mesmo nome. O distrito de Francisco Beltrão já existia, na sede do atual município de Renascença.
O termo é uma homenagem a um engenheiro, que atuou no processo de colonização do Paraná. Seu nome é Francisco Gutierrez Beltrão, nascido em Paranaguá, sepultado em Curitiba. O município de Engenheiro Beltrão comparte a mesma origem de nome.

## História

### Colonização
A princípio, a região onde hoje se encontra a cidade era de mata virgem, cerrada e formada principalmente por Pinheiros-do-paraná (Araucaria angustifolia). Os primeiros registros de habitantes datam de 1922, todavia somente nos anos 1940 intensificou-se o processo de povoamento. Os primeiros habitantes foram gaúchos e catarinenses, principalmente descendentes de imigrantes alemães e italianos.
Em 1943, foi instalada na margem norte do Rio Marrecas a CANGO (Colônia Agrícola Nacional General Osório), com a função de organizar a distribuição de terras entre os colonos recém-chegados.
A CANGO situava-se onde hoje encontra-se o quartel, no lado oposto do rio, onde situa-se hoje a parte central da cidade. À época a ligação entre as duas partes era feita por uma ponte de madeira coberta por tabuinhas, onde hoje existe uma ponte de concreto que liga as avenidas Júlio Assis Cavalheiro (em homenagem ao pioneiro que loteou a parte central da cidade), e a avenida Cristo Rei.
A CANGO era a principal instituição do então povoado. Quase toda a renda da localidade, chamada à época de Vila Marrecas, provinha dela. 
Em 1948 foi instalado na cidade, junto a sede da CANGO, um quartel do exército. Devido a proximidade da cidade com a fronteira Argentina, a necessidade de garantir o território motivou a instalação dessa instituição. Logo uma estrada foi aberta ligando a vila a outra localidade, a Vila Ampére, essa estrada era denominada Estrada do Picadão.
A emancipação do município ocorreu através da Lei Estadual N°790 em 14 de novembro de 1951, quando desmembrou-se do município Clevelândia, com sede na localidade de Marrecas. O nome da cidade foi escolhido em homenagem ao engenheiro Francisco Beltrão, uma das primeiras pessoas a passar pela cidade. A instalação oficial deu-se em 14 de dezembro de 1952, sendo esta data atualmente feriado comemorativo da criação da cidade.

### Revolta dos Posseiros
A distribuição das terras criou logo um conflito entre os colonos que moravam nas terras mas não possuíam escritura e Companhias de Terras que alegavam ser as proprietárias legais. Esse conflito eclodiu no dia 10 de outubro de 1957 e ficou conhecido como A revolta dos posseiros. Neste dia centenas de colonos tomaram a sede da CITLA, e expulsaram a companhia da cidade. Foi um marco na história do município este movimento.

## Geografia

### Clima
O clima predominante de Francisco Beltrão na Classificação de Köppen é Cfa (temperado, com invernos amenos cuja temperatura é superior a -3°C e inferior a 18°C e verões quentes com temperatura superior a 22°C). Entretanto no extremo oeste do município, nas áreas acima de 850 m de altitude ocorre a classificação climática Cfb. Em termos quantitativos, podem ocorrer em dias de condições atmosféricas semelhantes, gradientes de até 5 °C entre as baixadas no nordeste do município (450 m de altitude) e as terras altas da Serra no oeste (até 950 m).
Graças à distância de cerca de 400km do oceano, a amplitude térmica anual é de 9°C, sendo uma das maiores do estado. Com isso os invernos tendem a ser mais frios e os verões mais quentes que regiões com latitude e altitude semelhantes, porém localizadas em lugares mais próximos ao mar. A parte urbana da cidade sofre pouca ação dos ventos, pois está localizada em uma espécie de "bacia", sendo totalmente cercada por morros com altitudes de cerca de 100 m superiores ao da área central. Deste modo o vento costuma ser de fraca intensidade, e ventos fortes só são registrados durante tempestades.
O verão é muito quente e chuvoso, muitas vezes a temperatura passa dos 30°C, raramente passando de 35°C. Todavia já foram registados até 38,3°C em Novembro de 1985, recorde máximo para a cidade desde 1974. No verão são comuns as chuvas de fim de tarde, quando a umidade associada ao calor gera nuvens pesadas com chuvas de curta duração.
O inverno apresenta-se como uma estação um pouco mais seca que o verão, chovendo apenas com a passagem de frentes frias. Junto com a chuva, vem geralmente o frio, que pode chegar a até -5 °C, conforme registrado em julho de 1975, ano inclusive em que foi registrada a última queda de neve na cidade (no dia 20 de Julho). De modo geral pode-se dizer que nesta época os dias são amenos, sendo relativamente frio no início da manhã e depois que o sol se põe.
As chuvas são bem distribuídas ao longo do ano com maior incidência na Primavera e Outono e a menor durante o inverno (em volume). Já considerando-se os dias chuvosos, observa-se uma média de 11 a 14 dias chuvosos por mês entre os meses de Setembro e Março e de 8 a 10 dias entre Abril e Agosto. A precipitação anual é superior a 2 mil milímetros, mas costuma variar bastante, principalmente devido a eventos como o El Niño. Em alguns anos foram registradas grandes enchentes devido às Chuvas excessivas causadas por este fenômeno, como em 1983 e 1997. A maior precipitação já registrada foi de 183,6 mm em 24 horas no mês de junho de 1991. Apesar da boa regularidade pluviométrica, secas e períodos de pouca precipitação são registradas periodicamente, sendo que no triênio 2003-2005 os meses de verão foram especialmente secos, causando elevadas perdas em produtividade agrícola. Na região, um período superior a 30 dias sem chuvas já pode ser considerado como de seca, períodos superiores a 60 dias sem precipitação são considerados como seca severa.
| Dados climatológicos para Francisco Beltrão (1974-2015) | Dados climatológicos para Francisco Beltrão (1974-2015) | Dados climatológicos para Francisco Beltrão (1974-2015) | Dados climatológicos para Francisco Beltrão (1974-2015) | Dados climatológicos para Francisco Beltrão (1974-2015) | Dados climatológicos para Francisco Beltrão (1974-2015) | Dados climatológicos para Francisco Beltrão (1974-2015) | Dados climatológicos para Francisco Beltrão (1974-2015) | Dados climatológicos para Francisco Beltrão (1974-2015) | Dados climatológicos para Francisco Beltrão (1974-2015) | Dados climatológicos para Francisco Beltrão (1974-2015) | Dados climatológicos para Francisco Beltrão (1974-2015) | Dados climatológicos para Francisco Beltrão (1974-2015) | Dados climatológicos para Francisco Beltrão (1974-2015) |
| Mês                                                     | Jan                                                     | Fev                                                     | Mar                                                     | Abr                                                     | Mai                                                     | Jun                                                     | Jul                                                     | Ago                                                     | Set                                                     | Out                                                     | Nov                                                     | Dez                                                     | Ano                                                     |
| ------------------------------------------------------- | ------------------------------------------------------- | ------------------------------------------------------- | ------------------------------------------------------- | ------------------------------------------------------- | ------------------------------------------------------- | ------------------------------------------------------- | ------------------------------------------------------- | ------------------------------------------------------- | ------------------------------------------------------- | ------------------------------------------------------- | ------------------------------------------------------- | ------------------------------------------------------- | ------------------------------------------------------- |
| Temperatura máxima recorde (°C)                         | 36,4                                                    | 37,6                                                    | 37,4                                                    | 33,8                                                    | 31,9                                                    | 31,0                                                    | 30,0                                                    | 34,0                                                    | 35,7                                                    | 36,4                                                    | 38,3                                                    | 38,2                                                    | 38,3                                                    |
| Temperatura máxima média (°C)                           | 30,2                                                    | 29,9                                                    | 29,2                                                    | 26,1                                                    | 22,3                                                    | 20,8                                                    | 21,1                                                    | 23,4                                                    | 24,4                                                    | 26,8                                                    | 28,4                                                    | 29,7                                                    | 26,0                                                    |
| Temperatura média (°C)                                  | 23,6                                                    | 23,2                                                    | 22,2                                                    | 19,2                                                    | 15,6                                                    | 14,2                                                    | 14,2                                                    | 16,0                                                    | 17,5                                                    | 20,1                                                    | 21,7                                                    | 23,1                                                    | 19,2                                                    |
| Temperatura mínima média (°C)                           | 18,4                                                    | 18,3                                                    | 17,0                                                    | 14,1                                                    | 10,7                                                    | 9,4                                                     | 9,0                                                     | 10,3                                                    | 11,9                                                    | 14,6                                                    | 15,9                                                    | 17,7                                                    | 13,9                                                    |
| Temperatura mínima recorde (°C)                         | 8,0                                                     | 8,7                                                     | 3,4                                                     | 1,0                                                     | −0,2                                                    | −4,2                                                    | −5,0                                                    | −2,4                                                    | −0,4                                                    | 3,3                                                     | 4,8                                                     | 8,6                                                     | −5,0                                                    |
| Precipitação (mm)                                       | 189                                                     | 170                                                     | 130                                                     | 169                                                     | 186                                                     | 170                                                     | 140                                                     | 110                                                     | 167                                                     | 253                                                     | 180                                                     | 175                                                     | 2 046                                                   |
| Dias com precipitação                                   | 14                                                      | 13                                                      | 11                                                      | 10                                                      | 9                                                       | 10                                                      | 10                                                      | 8                                                       | 11                                                      | 12                                                      | 11                                                      | 12                                                      | 131                                                     |
| Umidade relativa (%)                                    | 74                                                      | 76                                                      | 76                                                      | 78                                                      | 80                                                      | 81                                                      | 77                                                      | 71                                                      | 70                                                      | 71                                                      | 69                                                      | 72                                                      | 74,7                                                    |
| Insolação (h)                                           | 220                                                     | 193                                                     | 215                                                     | 189                                                     | 172                                                     | 146                                                     | 172                                                     | 197                                                     | 181                                                     | 201                                                     | 224                                                     | 226                                                     | 2 331                                                   |
| Fonte: IAPAR 24 de Março de 2016.                       |                                                         |                                                         |                                                         |                                                         |                                                         |                                                         |                                                         |                                                         |                                                         |                                                         |                                                         |                                                         |                                                         |

### Geologia
O município encontra-se sobre um derrame basáltico antigo, no Terceiro Planalto do Paraná, ou Planalto de Guarapuava. A composição do solo é basicamente Latossolo Distrófico Roxo de textura argilosa.

### Hidrografia
O município é servido por duas bacias hidrográficas distintas. A maior, em área, e mais importante é a do Rio Marrecas, que serve como fonte primária de captação de água para a parte urbana. Este Rio corre de oeste para leste, corta a cidade ao meio, onde sua largura é aproximadamente 20 metros com profundidade inferior a um metro, e que deságua no Rio Chopim, que por sua vez deságua no Rio Iguaçu. Já na parte Oeste do município, a bacia hidrográfica é a do Rio Jaracatiá, que desagua diretamente no Rio Iguaçu, próximo ao município de Nova Prata do Iguaçu.
A captação de água é realizada pela Sanepar, no Rio Marrecas, pouco antes deste entrar na área urbana da cidade. O tratamento é realizado no Morro da Sanepar, que fica a 640 m de altitude, cerca de 70 metros acima da maior parte da área urbana, facilitando assim a distribuição.

### Localização
Francisco Beltrão está localizado bem ao centro do Sudoeste do Paraná, na latitude 26°04'20"S e longitude 53°03'20"W. Fica situado a cerca de 130km ao sul de Cascavel, a 290km de Foz do Iguaçu, a quase 492km da capital do Estado, Curitiba, 70km a leste da fronteira com a Argentina, e cerca de 30km ao norte da divisa com o estado de Santa Catarina.

### Relevo

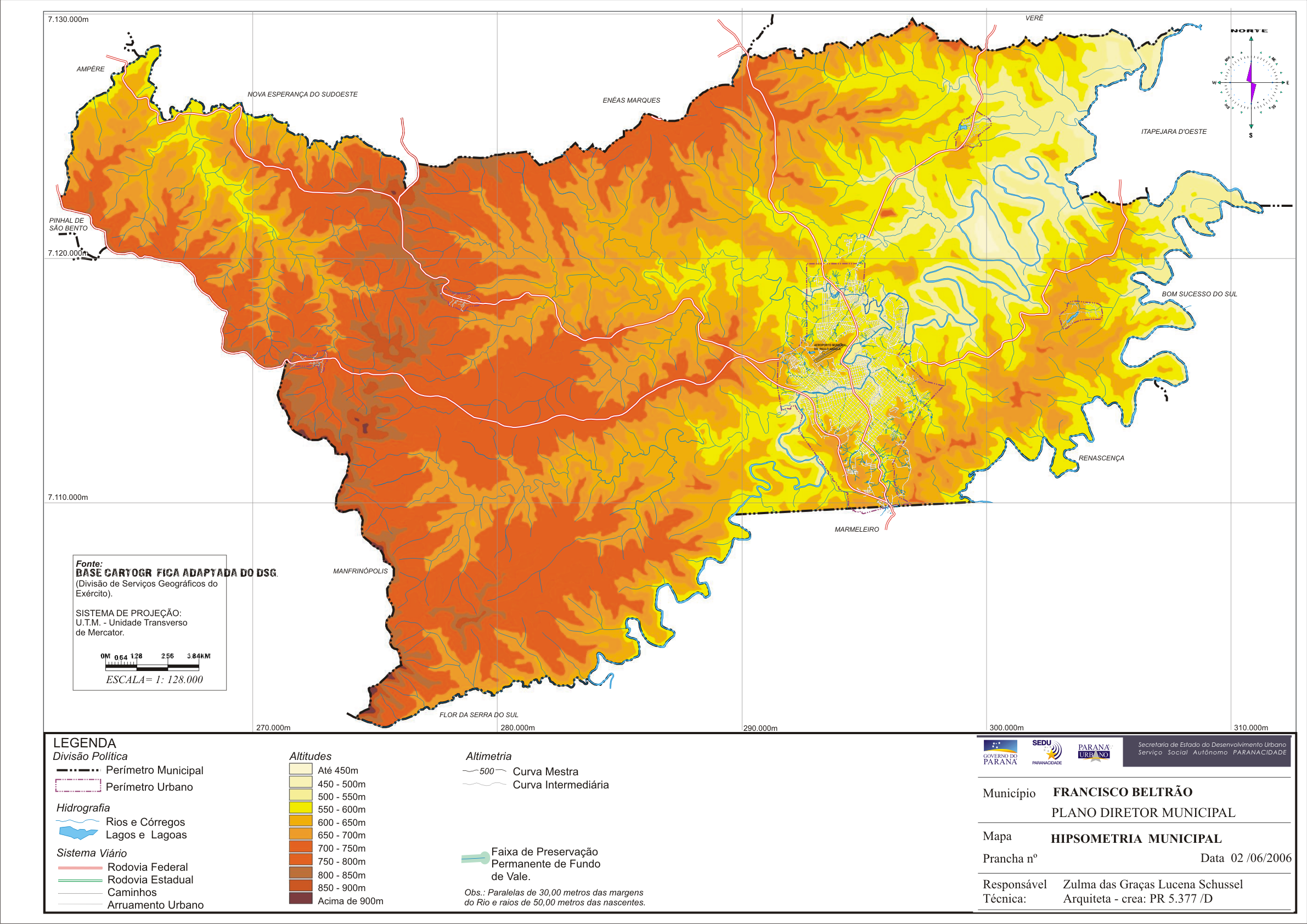
Relevo de Francisco Beltrão conforme Plano Diretor 2006.

O relevo do município é bastante variado, indo de áreas praticamente planas, principalmente ao leste e ao centro, até áreas com acentuados declives, principalmente ao oeste, próximo ao limite com o município de Manfrinópolis, na chamada Serra do Jacutinga. A altitude varia entre 450m nas partes planas ao nordeste, até 950m nas partes altas da serra. Na área urbana, a altitude predominante está em torno de 560m, sendo nas partes mais baixas de 530m e nas partes mais altas, até 670m.

### Subdivisões
Além da sede, o município está conformado por mais quatro distritos, sendo eles Jacutinga, Nova Concórdia, São Pio X e Secção Jacaré. Além dos distritos, existem 41 comunidades, que são: Divisor, Km 23, Linha Eva, Linha Macagnan, Linha Hobold, Linha São Paulo, Linha Volpato, Rio do Mato, Rio Guarapuava, Rio Tuna, São Pio X - Km 20, Secção Progresso, Vila Lobos, Volta Grande Do Marrecas, Assentamento Missões, Lageado Grande, Linha Formiga, Linha Santa Rosa - Km8, Linha Triton, Rio Erval - Km 15, Rio Pedreirinho, Santa Bárbara, São João, Secção São Miguel, Vila Rural Gralha Azul, Vila Rural Água Viva, Linha Nova União, Linha Gaúcha, Linha Jandira, Linha Piracema, Linha Rio Gaiola, Linha Rio 14, Olaria, Rio Predreiro, Linha Rio Quebebe, Rio Macaco, Menino Jesus, Linha São Marcos, Alto Do Jacutinga, Barra do Jacutinga e Barrinha do Jacutinga.

### Vegetação
A cobertura vegetal original do município é considerada como Floresta Ombrófila Mista. As árvores nativas mais comuns são o Pinheiro-do-paraná, Angico, Cedro, Ipê-roxo, Ipê-amarelo, Canafístula, Cerejeira entre outras. Atualmente, a cobertura vegetal está bastante diminuída se comparada com 20 anos antes, porém ainda existem muitas áreas cobertas por mata nativa, principalmente nas partes de relevo mais acidentado. Durante as últimas décadas, extensas áreas cobertas por eucaliptos e pinheiros têm sido plantadas, sendo que estas duas espécies representam hoje duas das principais variedades vegetais encontradas no município, sendo muito utilizadas como lenha e para produção de papel. Já na área urbana a cobertura vegetal é razoavelmente boa, sendo as espécies mais disseminadas o ligustro, a ana-cauíta, os ipês e a canela. Durante o inverno, parte da vegetação perde as folhas, mas muitas espécies ainda conservam a folhagem verde, característica do clima subtropical, moderadamente temperado.

## Demografia

### Indicadores principais
Conforme o último censo demográfico, o município contava com 78 943 habitantes. Francisco Beltrão possuía no ano 2000 um IDH de 0,683, sendo o 17° melhor dentro do estado do Paraná. Em 2010, o IDH havia evoluído para 0,774 e o município passou a ocupar a 7ª posição dentro do estado. Segundo os mesmos dados do IBGE, compilados pelo PNUD, a expectativa de vida em 2010 era de 75,7 anos e o Índice de alfabetização em adultos acima de 18 anos era de 93,96%.

### Crescimento populacional
Segundo o IBGE, a taxa de crescimento demográfico é de 1,1% ao ano (2000-2007), próxima a média estadual. O município atravessou a sua fase de maior crescimento nas décadas de 1960 e 1970, quando grandes contingentes de imigrantes gaúchos e catarinenses chegaram a região, se fixando muitos no próprio município de Francisco Beltrão como também em outros da região, período que muitos pequenos municípios foram então emancipados. Na década seguinte o fluxo se inverteu e um grande número de habitantes deixou a cidade em direção ao Centro-Oeste e Norte do país, a taxa de crescimento desacelerou, contudo continuou positiva. Nas duas décadas seguintes (1990) a população voltou a crescer, a taxas pequenas. Desde 2000 o crescimento populacional acelerou-se e atualmente está na casa de 1,3% a.a.. Ao longo do último meio século a cidade transformou-se de predominantemente rural para predominantemente urbana. Atualmente a taxa de urbanização é superior a 80%.

### Composição étnica
Segundo dados do Censo de 2000, dos 67 118 habitantes recenseados a época, 81,7% eram brancos, 15,9% eram pardos, 1,9% eram negros, 0,2% eram amarelos, 0,1% eram indígenas e 0,2% não declararam sua raça. Os dados refletem o grande número de descendentes de europeus imigrantes, que primeiro haviam se fixado no Rio Grande do Sul e em Santa Catarina e que depois migraram novamente para a região.

## Infraestrutura

### Educação
Segundo dados do PNUD do ano 2000, a taxa de analfabetismo em pessoas com mais de 25 anos de Francisco Beltrão neste mesmo ano era 9,4% uma redução de 43,5% em relação a 1991, quando a taxa era de 16,7%. A média de anos de estudo em pessoas acima de 25 anos subiu de 4,6 para 6,0 anos. O IDH-Educação da cidade nesta pesquisa é de 0,918, uma melhoria de 13,6% em relação a 1991, quando o índice era 0,809. O quesito educação é inclusive, entre os três que compõem o IDH, o que mais contribuiu para o incremento do IDH Municipal de Francisco Beltrão entre os anos de 1991 e 2000. Abaixo segue uma tabela sobre a composição educacional da população do município.
| Evolução do Nível Educacional da População (1991-2000)       | Evolução do Nível Educacional da População (1991-2000) | Evolução do Nível Educacional da População (1991-2000) | Evolução do Nível Educacional da População (1991-2000) | Evolução do Nível Educacional da População (1991-2000) | Evolução do Nível Educacional da População (1991-2000) | Evolução do Nível Educacional da População (1991-2000) | Evolução do Nível Educacional da População (1991-2000) | Evolução do Nível Educacional da População (1991-2000) | Evolução do Nível Educacional da População (1991-2000) | Evolução do Nível Educacional da População (1991-2000) |
| Faixa Etária (anos)                                          | Instrução Escolar (%)                                  | Instrução Escolar (%)                                  | Instrução Escolar (%)                                  | Instrução Escolar (%)                                  | Instrução Escolar (%)                                  | Instrução Escolar (%)                                  | Instrução Escolar (%)                                  | Instrução Escolar (%)                                  | Instrução Escolar (%)                                  | Instrução Escolar (%)                                  |
| Faixa Etária (anos)                                          | Analfabeto                                             | Analfabeto                                             | Inferior a 4 anos                                      | Inferior a 4 anos                                      | Inferior a 8 anos                                      | Inferior a 8 anos                                      | Superior a 12 anos                                     | Superior a 12 anos                                     | Estudando                                              | Estudando                                              |
| Faixa Etária (anos)                                          | 1991                                                   | 2000                                                   | 1991                                                   | 2000                                                   | 1991                                                   | 2000                                                   | 1991                                                   | 2000                                                   | 1991                                                   | 2000                                                   |
| ------------------------------------------------------------ | ------------------------------------------------------ | ------------------------------------------------------ | ------------------------------------------------------ | ------------------------------------------------------ | ------------------------------------------------------ | ------------------------------------------------------ | ------------------------------------------------------ | ------------------------------------------------------ | ------------------------------------------------------ | ------------------------------------------------------ |
| 7 a 14                                                       | 6,9                                                    | 3,3                                                    | -                                                      | -                                                      | -                                                      | -                                                      | -                                                      | -                                                      | 90,5                                                   | 97,7                                                   |
| 10 a 14                                                      | 1,9                                                    | 0,7                                                    | 49,4                                                   | 20,9                                                   | -                                                      | -                                                      | -                                                      | -                                                      | 87,8                                                   | 97,4                                                   |
| 15 a 17                                                      | 3,0                                                    | 0,8                                                    | 15,2                                                   | 4,7                                                    | 71,0                                                   | 33,8                                                   | -                                                      | -                                                      | 56,3                                                   | 83,6                                                   |
| 18 a 24                                                      | 2,9                                                    | 1,8                                                    | 12,4                                                   | 6,3                                                    | 60,2                                                   | 26,6                                                   | 4,2                                                    | 8,1                                                    | 4,1¹                                                   | 10,5¹                                                  |
| acima de 25                                                  | 16,7                                                   | 9,4                                                    | 38,3                                                   | 27,0                                                   | 78,5                                                   | 63,5                                                   | 6,0                                                    | 8,0                                                    | 1,1¹                                                   | 1,4¹                                                   |
| 1 - Foram considerados somente estudantes do nível superior. |                                                        |                                                        |                                                        |                                                        |                                                        |                                                        |                                                        |                                                        |                                                        |                                                        |

No teste nacional conhecido como Prova Brasil, realizado em 2006, Francisco Beltrão conquistou um dos melhores resultados estaduais no nível de quarta série primária. Ao nível de oitava série o resultado também foi superior a média estadual.

#### Ensino Superior

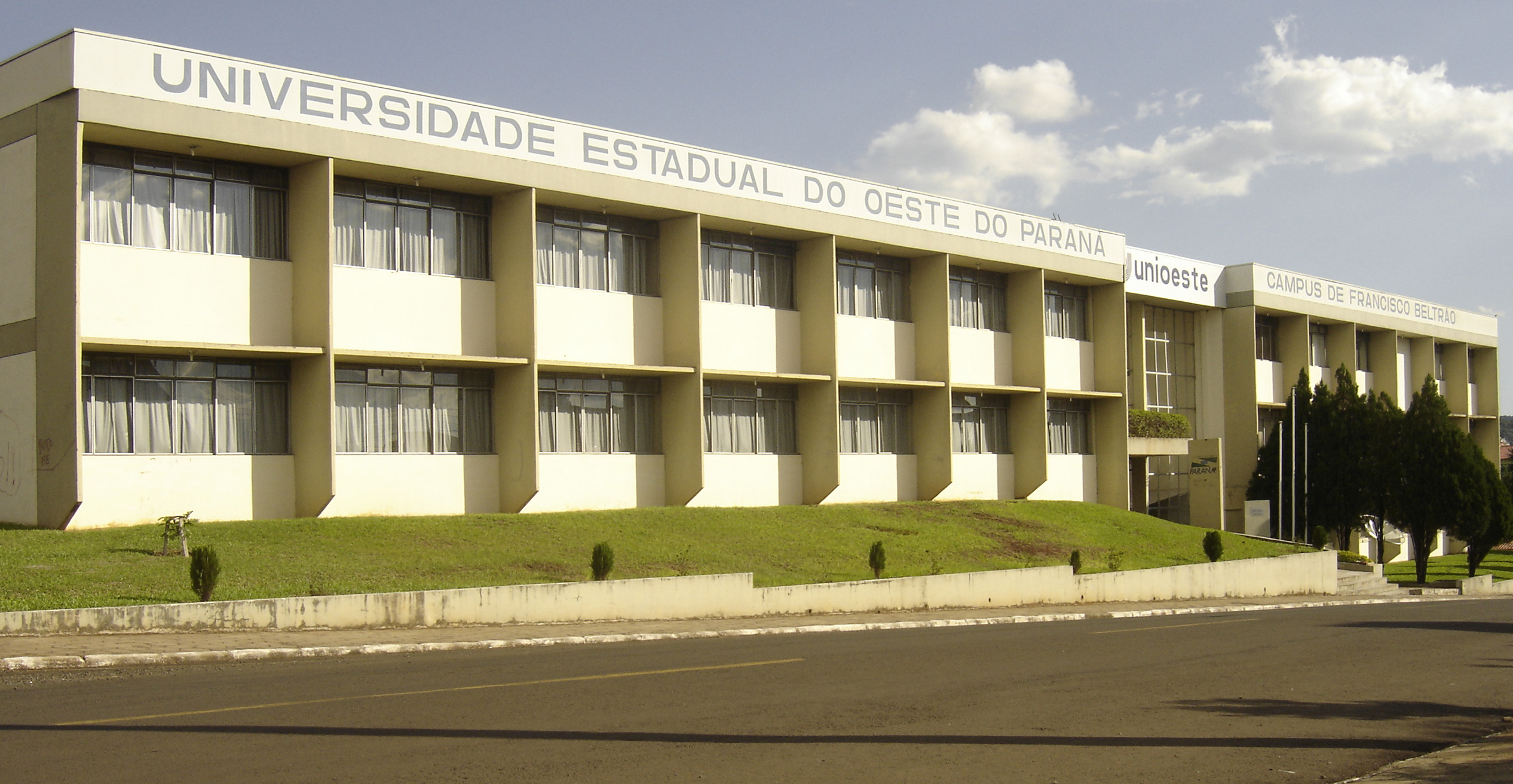
Campus da UNIOESTE em Francisco Beltrão.

Francisco Beltrão conta com algumas Instituições de Ensino Superior: UNIOESTE, UTFPR, UNIPAR, UNISEP, CESUL, Uninter, Facinter e Unopar. Ao fim de 2012, o setor privado era o responsável pela maior parte das matrículas ativas no município, com 3.374 matrículas. O setor teve forte crescimento na última década, saindo de nenhum aluno no começo de 2001, para o número atual.
Por outro lado o setor público vem perdendo participação já há longo tempo. Ao fim de 2013, a Unioeste possuía 944 matrículas, quase 500 matrículas abaixo do seu pico de 1.440 alunos em 2005. A federal UTFPR, que foi estabelecida em 2007, possuía ao fim de 2012, 385 matrículas ativas, não obstante seja uma universidade ainda com vários cursos com turmas nos anos iniciais.
No começo de 2010, o município fez forte lobby político junto ao governo estadual para angariar o curso de Medicina para o campus local da UNIOESTE. O curso foi instalado e a primeira turma iniciou as aulas em 2013. Francisco Beltrão tornou-se assim, a sexta cidade do Paraná a contar com a graduação.

### Segurança Pública

#### Polícia Militar
- 21° Batalhão de Polícia Militar.
- 3º Subgrupamento Independente do Corpo de Bombeiros.
- 3° Pelotão da 6ª Companhia de Polícia Rodoviária.
- 3° Pelotão da 4ª Companhia de Polícia Ambiental.

#### Polícia Civil
- 19° SDP (Subdivisão policial da Polícia Civil do Estado do Paraná)

### Energia
Desde 2018, o município possui uma Pequena Central Hidrelétrica, a PCH Jacaré, no Rio Santana, no limite com Bom Sucesso do Sul. Sua potencia instalada é de 5,60 MW.

### Transporte

#### Veículos particulares
Segundo dados do Detran/PR, em agosto de 2014 Francisco Beltrão contava com uma frota de 52.493 veículos registrados, sendo a maior frota da mesorregião. Os carros totalizavam 29.100 unidades, motos e motonetas eram 11.291 e mais os veículos de grande porte (como tratores, caminhões, caminhonetes, ônibus e micro-ônibus) totalizam 9.519 veículos. Considerando uma população de 85.486 habitantes (estimativa de 2014), a proporção de veículos fica em 614 veículos por grupo de mil habitantes, compatível com a das capitais mais motorizadas do país.
Entre 1998 e 2007 a frota subiu 108,8%, de tal modo que hoje o trânsito de Francisco Beltrão constitui um dos mais graves problemas urbanos do município, visto o elevado número de acidentes e mortes ocorridos anualmente.
No ano de 2005 foi criado o Departamento Municipal de Trânsito, responsável por regulamentar esta atividade a nível municipal. Os principais desafios do departamento são resolver a falta de vagas no perímetro urbano, agilizar o fluxo de veículos e diminuir o grande número de acidentes urbanos registrados no município. Todavia, até o momento o departamento somente logrou êxito em melhorar o número de vagas na área central. A crescente lentidão continua um problema cada vez mais grave, e o índice de acidentes urbanos vem mantendo patamares elevadíssimos de 348/10 mil veículos (2007), ante números anteriores de 354/10 mil veículos (2006) e 336/10 mil veículos (2005). Tal índice coloca o município entre os dez piores trânsitos do estado, sendo que em 2007 o município ocupava a 4° posição.

#### Rodovias
Por ser um dos municípios de referência da região, existem rodovias partindo em praticamente todas as direções, sendo o município um entroncamento rodoviário regional. Do oeste vem a PR-483 (antes BR-163 e PR-182), proveniente de Cascavel que também serve como ligação para os municípios do oeste da região. Do leste vem a PR-566, que liga a cidade até Itapejara d'Oeste, Coronel Vivida e Chopinzinho. Do nordeste vem a PR-475, fazendo a ligação do município de Verê e o distrito beltronense de Nova Concórdia. Do norte vem a PR-180 que atravessa o município e chega até a cidade de Marmeleiro, fazendo conexão com a BR-280.

#### Ferrovias
A região sudoeste não conta com ferrovias, porém no ano de 2008 o governo estadual demonstrou interesse na construção de uma linha férrea que faria ligação do Oeste do Paraná com o Oeste de Santa Catarina. A ferrovia seria construída e operada pela Ferroeste, não possuindo ainda um trajeto definido, podendo passar pelo município.

#### Transporte aéreo
A cidade de Francisco Beltrão é servida pelo Aeroporto Dr. Paulo Abdala (FBE / SSFB). Situado a 640m de altitude, com pista de revestimento asfáltico de 1400 x 30 m e designativo das cabeceiras magnéticas 07/25, o aeroporto possui balizamento noturno e está habilitado para operações diurnas e noturnas. O município já contou com serviços regulares companhia aérea gaúcha NHT Linhas Aéreas. No ano de 2009, o aeroporto foi totalmente reestruturado pela prefeitura municipal. Com investimentos de cerca de R$ 1,5 milhões o município buscou adequar a infraestrutura aeroportuária do local às normas da ANAC. Atualmente o município conta com voos para Curitiba três vezes por semana, com escala em União da Vitória, operados pela empresa Azul Linhas Aéreas.

## Economia
A economia do município é a segunda maior da região sudoeste, possuindo no ano de 2021 um PIB de R$ 3.694.721.080,00, o que perfaz um PIB per capita de R$ 39.597,05. Em 2022, ficou na posição 342 no cenário nacional. Como centro regional, o município concentra importante parte do setor terciário do sudoeste. As principais atividades econômicas são a indústria de produtos alimentícios, a indústria têxtil, o comércio varejista e a administração pública.

### Agricultura
A extensa área territorial e o latossolo roxo possibilitaram o desenvolvimento da agricultura e a pecuária no município. O relevo acidentado em boa parte do território, ainda impede um melhor aproveitamento do potencial agrícola. Na agricultura, as duas principais culturas são a soja e o milho. No município também são cultivados comercialmente aveia, batata-doce, cana-de-açúcar, feijão, fumo, mandioca, trigo e uva. Nos anos de 2004 e 2005, secas castigaram severamente a região quebrando a produção de algumas culturas, notadamente soja e milho. Esta ocorrência climática deve contribuir ainda mais para a retração da população rural, que já vinha caindo a taxas de 2,66% ao ano, pois com as secas as condições financeiras de boa parte dos pequenos produtores rurais agravaram-se. Sem dinheiro e atolados em dívidas, os produtores organizaram protestos no ano de 2006 tentando sensibilizar o governo federal sobre a sua situação.
Na pecuária as principais atividades são a bovinocultura, a suinocultura, a avicultura, a produção de leite, de mel e de ovos de galinha e codorna. A avicultura ocupa lugar de destaque na composição do PIB do setor primário, devido a existência de uma unidade industrial da Sadia, que absorve uma expressiva parcela da População Economicamente Ativa municipal (cerca de 8%) e ainda mantém cerca de 800 aviários em toda a região, sendo de grande importância para o município. Na indústria extrativista a produção mineral se concentra basicamente em dois tipos de produtos, argila e pedra-brita (basalto).

### Industria
No setor secundário destacam-se o polo de confecções de vestuário, com mais de 100 empresas do ramo na mesorregião, o setor moveleiro concentrando um pequeno polo do ramo, o setor de metal-leve (produtos de alumínio e outras chapas leves), além do setor da agroindústria que conta com grandes empresas como a Sadia e a Perdigão. Em 2018, o setor industrial representava mais de 4 mil postos diretos de trabalho. Existem atualmente 4 distritos industriais delimitados (Romano Zanchet, Ulderico Sabbadin, CONAB e São Miguel).

### Serviços
O setor terciário tem grande importância não só a nível municipal, mas também a nível regional, sendo que na cidade de Francisco Beltrão está instalado boa parte da área de segurança publica da região (com o I.M.L. responsável por 27 municípios da região de Francisco Beltrão, juntamente com uma  Seção Técnica da Polícia Científica que abrange um total de 42 municípios da região sudoeste do Paraná, com o Centro de Detenção e Ressocialização - CDR), com a concentração regional de serviços médico-hospitalares (Policlínica São Vicente de Paula, Hospital Regional, Hospital São Francisco, Centro de Oncologia, diversas clínicas e laboratórios), serviços automotivos (peças e concessionárias), além de um comércio varejista diversificado e diversos órgãos governamentais.

#### Turismo
Ainda que o setor não possua participação significativa no PIB, existe uma série de pontos turísticos. A Torre da Concatedral, localizada na praça central da cidade, ultrapassando os 100 metros de altura é tido como principal ponto turístico do município. O principal parque é o Parque Alvorada, localizado no bairro de mesmo nome, porção oeste da cidade.
Um importante ponto turístico é o Parque de Exposições Jaime Canet Junior, local de realização da feira Expobel, que é a maior a nível regional. No ano de 2022, os lucros alcançaram a casa de 1,1 milhão de reais, tendo sido visitada por mais de 400 mil pessoas na mesma edição. Nesse mesmo local está situado o Museu do Colonizador, uma das casas mais antigas do sudoeste do Paraná.

## Cultura

### Esporte

#### Automobilismo
No automobilismo, a cidade conta com um representante na Fórmula Truck, o beltronense Wellington Cirino.

#### Futebol
No futebol, a cidade conta com o Francisco Beltrão Futebol Clube e o Clube Esportivo União, que participam do Campeonato Paranaense de Futebol e no passado, também participou o Real Esportivo e Recreativo Beltronense. O estádio onde ocorrem jogos de futebol, profissional é o Anilado.

#### Futsal

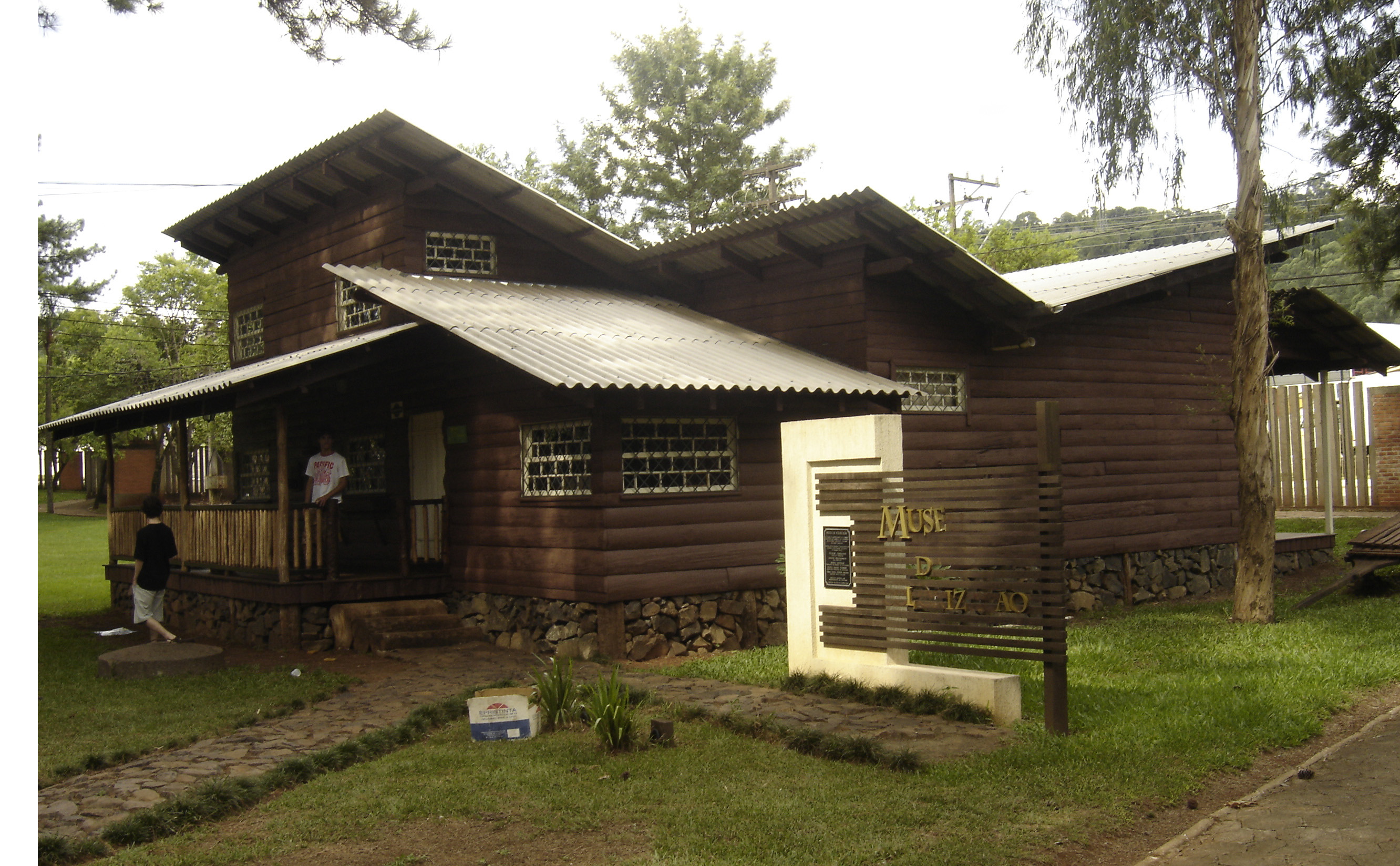
Museu do Colonizador

No futsal a cidade é representada pelo Marreco Futsal, que disputa a Série Ouro do Paranaense de Futsal e a Liga Nacional de Futsal, a principal competição do Brasil. Manda seus jogos no Ginásio Arrudão, com capacidade para cerca de 4500 pessoas.

### Museus
O município conta com o Museu do Colonizador, localizado no Parque de Exposições Jaime Canet Jr. no local estão expostos artefatos e fotografias do período de colonização do município, datados da época das décadas de 1940 até 1960.